# Rensselaer (Indiana)
Rensselaer és una població dels Estats Units a l'estat d'Indiana. Segons el cens del 2005 tenia 10.987 habitants.

## Demografia
Segons el cens del 2000, Rensselaer tenia 5.294 habitants, 2.158 habitatges, i 1.404 famílies. La densitat de població era de 704,8 habitants/km².
Dels 2.158 habitatges en un 31,2% hi vivien nens de menys de 18 anys, en un 50,1% hi vivien parelles casades, en un 10,8% dones solteres, i en un 34,9% no eren unitats familiars. En el 31,1% dels habitatges hi vivien persones soles el 15,6% de les quals corresponia a persones de 65 anys o més que vivien soles. El nombre mitjà de persones vivint en cada habitatge era de 2,37 i el nombre mitjà de persones que vivien en cada família era de 2,98.
Per edats la població es repartia de la següent manera: un 25,3% tenia menys de 18 anys, un 9,4% entre 18 i 24, un 26,9% entre 25 i 44, un 20% de 45 a 60 i un 18,5% 65 anys o més.
L'edat mediana era de 36 anys. Per cada 100 dones de 18 o més anys hi havia 83,4 homes.
La renda mediana per habitatge era de 34.821$ i la renda mediana per família de 43.313$. Els homes tenien una renda mediana de 33.971$ mentre que les dones 24.016$. La renda per capita de la població era de 20.872$. Entorn del 6,6% de les famílies i el 10% de la població estaven per davall del llindar de pobresa.

## Poblacions més properes
El següent diagrama mostra les poblacions més properes.